# کلود دوبل
کلود دوبل (انگلیسی: Claude Dubaële؛ زادهٔ ۱۹ ژانویهٔ ۱۹۴۰) بازیکن فوتبال اهل فرانسه است.
از باشگاه‌هایی که در آن بازی کرده‌است می‌توان به باشگاه فوتبال استاد رنس، باشگاه فوتبال آنژه، باشگاه فوتبال رن، باشگاه فوتبال لیل، و باشگاه فوتبال لو مان اشاره کرد.